# 速水直道
速水茂虎道（日语：／ Hayami Mokomichi */?，1984年8月10日—），本名表茂虎道（日语：／ Omote Mokomichi */?），為日本男演員、模特兒，出生於日本東京都。是速水的本名，據本人說道，的意義為「筆直」，而則表示「道路」之意，父親取這樣的名字，是希望他可以走上「康莊大道」。

## 略歷
2002年，速水以電視劇「逮捕令」初次亮相。
2003年，在電影演出。
2005年，演出電視劇「極道鮮師2」，在日本開始為人熟悉，並首次擔任日清食品麵條「日清健多郎」的廣告主角。
2006年，在第30屆Élan d'or賞獲取新人獎。首次與長澤雅美主演電影「戀愛初稿」，同年首次主演電視劇「水漾青春」(朝日放送·朝日電視台)。
2007年，獲得第18屆日本珠寶最講究衣著獎（男性部門），同年首次主演富士電視台月九電視劇「東京鐵塔：老媽和我，有時還有老爸」。
2008年，主演富士電視台連續劇「絕對達令」，日本電視台連續劇「Oh!My Girl!!」
2010年，參與TBS的周日劇場「新參者」的演出，飾演岸田克哉。
2015年，演出電視劇「朝5晚9」，飾演木村亞瑟。
2019年6月，來台宣傳「2019台灣美食展」。
2019年8月，透過經紀公司宣佈與女星平山綾結婚，已到東京區公所完成登記。
2022年1月23日，岀現發燒症狀。24日確診COVID-19。

## 電視劇
- 註：以下角色名稱粗體字表示「主演」

| 年份         | 劇名                                           | 電視台                        | 角色                    |
| 2002年10月   | 辣妹逮捕令                                     | 朝日電視台                    | 佐伯茂虎道              |
| 2003年4月    | 我的魔法老婆                                   | 日本電視台                    | モコミチ （Mocomichi）  |
| 2003年10月   | 熱血校園                                       | TBS                           | 二戶秀雄                |
| 2003年4月    | 爸氣十足/熱血男兒 (HOTMAN) Part 1              | TBS                           | 佐伯尚幸                |
| 2004年4月    | アフリカのツメ                                 | 日本電視台                    | 池谷綿八                |
| 2004年4月    | 爸氣十足/熱血男兒 (HOTMAN) '04春天特別篇       | TBS                           | 佐伯尚幸                |
| 2004年7月    | 東京灣景                                       | 富士電視台                    | 小山ヒロシ              |
| 2005年1月    | 極道鮮師 2                                     | 日本電視台                    | 土屋光                  |
| 2005年4月    | 在雨和夢之後                                   | 朝日電視台                    | 早川北斗                |
| 2005年7月    | 電車男                                         | 富士電視台                    | 青山啓介                |
| 2005年10月   | 電車男再一個的最終回特別篇                     | 富士電視台                    | 青山啓介                |
| 2005年10月   | Brother beat（又名求愛三兄弟)                  | TBS                           | 櫻井陸                  |
| 2006年1月    | 輪舞曲                                         | TBS                           | 風間龍吾                |
| 2006年7月    | 新三人時代（又名水漾青春)                      | 朝日電視台                    | 主演 大澤誠             |
| 2006年7月    | 電車男之最後聖戰                               | 富士電視台                    | 青山啟介                |
| 2007年1月    | 東京鐵塔：老媽和我，有時還有老爸               | 富士電視台                    | 主演 中川雅也           |
| 2007年6月    | 動物119                                        | 日本電視台                    | 主演 仲代光也           |
| 2007年7月    | 女帝 第8話客串                                 | 朝日放送・朝日電視台          | 白鳥タクヤ              |
| 2007年10月   | 工作狂                                         | 日本電視台                    | 田中邦男                |
| 2008年4月    | 絕對達令                                       | 富士電視台                    | 主演 天城萊特           |
| 2008年10月   | Oh!My Girl!!                                   | 日本電視台                    | 主演 山下耕太郎         |
| 2009年3月    | 絕對達令特別篇                                 | 富士電視台                    | 主演 天城萊特           |
| 2009年8月    | 烏龍派出所（真人版）                           | TBS                           | 中川圭一                |
| 2010年1月2日 | 柳生武藝帳                                     | 東京電視台                    | 柳生又十郎              |
| 2010年4月    | Drama10藝能社                                  | NHK                           | 葉山健介                |
| 2010年4月    | 新參者 第9話、第10話客串                       | TBS                           | 岸田克哉                |
| 2010年5月7日 | 警視廳失踪人捜査課 第4話客串                   | ABC・朝日電視台               | 宮澤良雄                |
| 2010年7月    | 震撼鮮師                                       | TBS                           | 主演 音羽4號/蜂須賀悟郎 |
| 2011年4月    | 復胖男女                                       | 日本電視台                    | 主演 今井太一           |
| 2011年8月    | 這個世界的角落                                 | 日本電視台                    | 水原哲                  |
| 2011年11月   | 使命與心的極限                                 | NHK                           | 直井穰治                |
| 2012年2月7日 | 情報之女～國稅局查察官～ 特別篇                | 朝日電視台                    | 万城野駿                |
| 2012年4月    | 放學後再推理                                   | TBS                           | 石崎浩見                |
| 2012年5月    | 宮部美幸·四週連續極上懸疑推理 第一夜・理由     | TBS                           | 八代裕二                |
| 2012年10月   | 純與愛                                         | NHK                           | 狩野正                  |
| 2013年2月    | 特別劇 淺見光彥系列                            | TBS                           | 淺見光彥 （第三代）     |
| 2013年7月    | 怦然心動人生整理魔法                           | 日本電視台                    | 筑波努                  |
| 2013年11月   | 奥运会的赎金                                   | 朝日电视台                    | 須賀忠                  |
| 2014年1月    | 軍師官兵衛                                     | NHK                           | 母里太兵衛              |
| 2014年1月    | 女王偵訊室                                     | 朝日電視台                    | 渡邊鐵次                |
| 2014年2月    | Mocomichi的深夜食堂                            | 日本電視台                    | ※主演 本人              |
| 2014年6月    | 奇蹟教室                                       | 日本電視台                    | 西川久                  |
| 2014年10月   | 靈異教師神眉                                   | 日本電視台                    | 玉藻京介                |
| 2015年7月    | 37.5℃的眼淚                                    | TBS                           | 篠原健介                |
| 2015年9月    | 女王偵訊室特別篇SP                             | 朝日電視台                    | 渡邊鐵次                |
| 2015年10月   | 朝5晚9                                         | 富士電視台                    | 木村亞瑟                |
| 2016年5月3日 | 最後的贈禮                                     | NHK                           | 道尾遙貴                |
| 2016年7月    | 初次見面，我愛你                               | 朝日電視台                    | 梅田巧                  |
| 2017年1月    | 今天也是吉日                                   | WOWOW                         | 和田日馬足              |
| 2017年2月    | 東京妄想女子 第5話・第6話客串                  | 日本電視台                    | 奧田優一                |
| 2017年4月    | 女王偵訊室 第二季                              | 朝日電視台                    | 渡邊鐵次                |
| 2018年8月    | 黑心公司                                       | 富士電視台                    | 尾關克也                |
| 2018年12月   | Legal V～前律師·小鳥遊翔子～ 第8話・最終話客串 | 朝日電視台                    | 大峰聰                  |
| 2019年4月    | 女王偵訊室 第三季                              | 朝日電視台                    | 渡邊鐵次                |
| 2020年1月    | 這個男人是我人生中最大的錯誤                   | ABC・朝日放送電視台           | 主演 天城恭一           |
| 2021年3月    | Byplayers 3：名配角的森林100日 第10話客串      | 東京電視台                    | 速水直道（本人）        |
| 2021年4月    | 無法結婚的理由                                 | 朝日電視台・ABC・神奈川電視台 | 主演 富澤光央           |
| 2021年7月    | 女王偵訊室 第四季                              | 朝日電視台                    | 渡邊鐵次                |
| 2022年1月    | 女王偵訊室 新春特別篇                          | 朝日電視台                    | 渡邊鐵次                |
| 2022年1月    | 如果，有一所只有帥哥的高中                     | 朝日電視台                    | 風間勇氣                |
| 2022年9月    | 監察醫 朝顏2022特別篇                          | 富士電視台                    | 鈴井賢介                |
| 2022年10月   | First Penguin! 第3話・第4話客串                | 日本電視台                    | 流山                    |

## 手機劇
- 戀愛工作人（2009年7月、BeeTV）- 主演，飾演 曳地優

## PV
- EXILE 『優しい光』（2009年）
- SPYAIR『LIAR』（2010年）

## 電影
- 假面騎士555 消失的天堂（2003年、東映）- 飾演 水原
- 我愛芳鄰（2006年、東寶）- 主演，飾演 大和圭介
- 極道鮮師 THE MOVIE（2009年、東寶）- 友情客串 土屋光
- 烏龍派出所真人版電影：封鎖勝鬨橋！（2011年、松竹）- 主演，飾演 中川圭一
- 海月姬 （2014年、Asmik Ace）- 飾演 花森
- 鄰座的怪同學 （2018年、東寶）- 飾演 三澤滿善
- 醜女之戰（2019年、KATSU-do）- 主演，飾演 久世貴嗣
- 女王偵訊室 THE FINAL（2023年、東寶）- 飾演 渡邊鐵次

## 配音
- 哆啦A夢（2006年、朝日電視台）- 友情出演 速水茂虎道

## 廣告
- 31冰淇淋（2001年）※在韓國演出
- P&G「VIDAL SASSOON」（2005年）
- 日清食品「日清健多郎」（2005年－2006年）
健康的英雄健多郎 篇
オレってイケメン 篇
- 大發工業株式會社 「特別定做的Tanto」（2005年－2007年）
- ブルボン「プチシリーズ」（2005年－2008年）
- 三得利（2005年－2010年）
「DAKARA」 睡眠游泳篇（2005年）
「維生素水」（2006年－）
- 獅王「Ban」（2006年）
- ANA（2006年 - 2008年）
「TERMINAL1」（2006年）
前往「LIVE/中國/ANA」ANA中國宣傳活動 「中國，拍攝」系列（2006年）
國內航班「マッタリ～ナ ホッコリ～ナ 沖繩·石垣·宮古」宣傳活動（2006年11月－2007年3月）
- 明治安田生命（2006年－2008年）
「生命帳號 L.A. Double」
- EDWIN（2006年 - 2010年）
「EDWIN 503」
- au（2006年－2007年）
「電話號碼可攜服務」
- RECRUIT「from・A・導航」（2007年－2008年）
- 伊藤ハム「女低音拜仁」（2008年4月－2010年）
- Willcom「服務告知」、「企劃告知」（2011年－2012年）
- 森永乳業「卡夫帕馬森起司粉」（2012年－）
- 保險視窗集團 （ほけんの窓口グループ）（2012年－）
- Acecook「スープはるさめ」（2012年－）
- P&G 「HAIR RECIPE 髮之食譜」（2015年）
- 日清食品 「出前一丁」（2015年）
- KIRIN啤酒 「BITTERS」（2016年）
「女性社員」篇
「後輩」篇
- 墨西哥產酪梨生產出口協會 「墨西哥產酪梨」（2016年）

## 節目主持
- ZIP!《MOCO'S kitchen》（在台灣以《日本學問大》的單元「食尚帥主廚」播出）。
- 《人類觀察學》 （日語：ニンゲン観察バラエティ モニタリング（2014年2月27日 -、TBS） - 「ニッポン全国総モニタリング計画」コーナー）

## 出版書籍
- 出刊日：2010，《速水茂虎道料理食譜 和妳一起品嘗分享更美味 きみと食べたら、きっと美味しい。　速水もこみちが作る50のレシピ》，出版地：日本，出版社：Magazine，ISBN　9784838721337（日語）
- 出版年：2015，《食尚帥主廚：速水茂虎道 簡單&時尚食譜書！》，出版社：水靈文創，ISBN　9789869142564（繁體中文）

## 發行
- 速水橄欖油

## 外部連結
- MOCOMICHI HAYAMI OFFICAL SITE
- 速水直道的Instagram帳戶
- YouTube上的速水直道頻道
- 速水直道的X（前Twitter）
- Mocomichi Hayami Official Kitchen Shop （页面存档备份，存于）
- 速水直道在互联网电影资料库（IMDb）上的資料（英文）